# Gabriella Chioma
Gabriella Chioma (La Spezia, 24 luglio 1933) è una giornalista e scrittrice italiana.

## Biografia
Conseguita la maturità classica, si iscrive alla facoltà di filosofia conseguendone la laurea.  Si è interessata di Psicologia del Profondo, seguendo un training didattico quadriennale con il Dr. Giulio Ciampi, medico psichiatra ed analista junghiano della Associazione Psicanalisti Junghiani di Firenze. Ha approfondito studi di Simbolismo e Scienza della Tradizione. Si dedica al folclore locale e alla ricerca di storia locale. Collabora tra gli anni '50 e '60 con i quotidiani Il Telegrafo (1953-1954), La Voce Adriatica (1953), La Nazione (1954/1955) e La Nazione Sera (1961/1962). Ha collaborato dal 1960 al 1990 alla rivista Liguria. Nel 1972 fonda le Edizioni del tridente e nel 1974 diventa giornalista pubblicista.
Dal 1964 è iscritta al Sindacato Nazionale Scrittori e dal 1974 è iscritta all’Albo dei Giornalisti - Elenco Pubblicisti. Nel 1980 ha aderito al “Movimento di Poesia” presieduto da Maria Luisa Spaziani. Dal 1990 al 1994 ha fatto parte del Comitato di Redazione di “La Spezia – Rassegna Municipale”; ha collaborato a questa rivista con saggi, interventi di storia ed argomenti letterari locali. Dal 1984 ha collaborato alla rivista quadrimestrale della Camera di Commercio della Spezia “Spezia oggi” con articoli di economia, arte, artigianato, storia locale e turismo.
É titolare sulla rivista L'italiano dal 1973 al 1989, anno di cessazione delle pubblicazioni, di una rubrica di scritti di critica d'arte e letteraria. Ha scritto articoli di ambito culturale per Arthos (1972-1990), Il Secolo XIX (1984-1989), La Nazione (1989-1995), Roma (1991-1995), Graal, D'Ars, Il Francescano, L'Agave, La Spezia Oggi, La Spezia (1990-1994), Forum, Liguria (1960-1990), ClanDestino, Artestampo e Ponente d'Italia. Suoi scritti sono apparsi sulla rivista di argomenti esoterici Vie della tradizione.
Suo scritti sono apparsi, in vari numeri, sulla rivista di argomenti esoterici “Vie della Tradizione”. Ha collaborato dal 1960 alla fine del 1990 alla rivista di interesse regionale  d “Liguria”, direttore ed editore Silvio Sabatelli. ha collaborato sempre nella stessa catena editoriale, alle riviste “Arte-Stampa” e “Ponente d’Italia”. Ha fatto parte del Comitato di Redazione del mensile “L’Italiano” curando una rubrica di arte e letteratura, dal 1973 al 1989, anno di cessazione della rivista. Ha fatto parte del Comitato di Redazione della rivista “Forum” – “Quinta generazione – Forlì” con recensioni di critica letteraria, dal 1986 al 1994. anno di cessazione di “Forum”. È stata collaboratrice della Rivista Culturale “ClanDestino” della Nuova Compagnia Editrice Forlì. Dopo aver curato nel 1992 una riedizione critica del volume di Alfredo Poggiolini “La Contessa di Castiglione nel romanzo e nella realtà”, partecipa nel 1998 al convegno “Donne e politica nel Risorgimento: il caso ligure, il fronte mazziniano e quello monarchico” con una relazione intitolatola “La Contessa di Castiglione e le Jolì Golfe; splendore e decadenza. Il mistero dei documenti scomparsi”, successivamente edito da Luna Editore.
Nell’ottobre 2001 partecipa al convegno di studi “la Riviera di Ciceri (e la mia): Montale e il Levante Ligure”, con una relazione dal titolo “Dai pascoliani agli anarco futuristi: la vicenda culturale  spezzina dal  1900 agli anni Venti”. Nel marzo 2003 collabora alla stesura del catalogo della mostra realizzata dalla Associazione Culturale “Circolo la Sprugola” della Spezia “Omaggio a Giovannino Guareschi – Gi anni del Candido”, patrocinata dalla regione Liguria, Comune e Provincia della Spezia e realizzata in collaborazione con l’Istituzione per i Servizi Culturali della Spezia, con un articolo dal titolo “Giovanni Guareschi, cantore della Bassa”.
Nel maggio 2004 pubblica il libro a schede Futurismo alla spezia, relativo all'omonima iniziativa realizzata dall'Associazione Culturale "Circolo la Sprugola" della Spezia, patrocinata e finanziata dalla Regione Liguria, patrocinata inoltre da: Genova 2004, Fondazione Cristoforo Colombo, CSA della Spezia, Comune e Provincia della Spezia e realizzata in collaborazione con l’Istituzione per i Servizi Culturali della Spezia.
Dal 2005 usufruisce di un assegno vitalizio annuo di 18000 euro in applicazione della Legge Bacchelli.
Partecipa nel 2006, con una relazione intitolata “Alphonse Karr alla Spezia”, al Convegno Internazionale “La storia del viaggio nel Golfo fra Francia e Germania”, organizzato dall’Associazione culturale Italia Francia/Alliance Francaise, con il patrocinio della Fondazione della Cassa di Risparmio della Spezia, del Ministero degli Affari Esteri della Repubblica Federale Tedesca, del Ministero degli Affari Esteri della Repubblica francese. Collabora con due schede su Luigi d’Isengard e su Luigi d’Isengard jr. al Dizionario biografico De Liguri Consulta Ligure 2007.
Il 13 dicembre 2016 riceve il titolo di accademica da parte dell'Accademia lunigianese di scienze Giovanni Capellini della Spezia.

## Pubblicazioni

### Narrativa
- Ritorno a casa, Quaderni Carpena - Lerici Pea, 1960
- I cinque racconti, Carpena, 1961
- I giorni inutili, Canesi, 1962
- Il viaggio, in Nuove dimensioni, anno 3, n. 13, 1963
- Racconti in filigrana, Sabatelli, Genova, 1977
- La cavallina del Caucaso, Edizioni del Tridente, La Spezia, 1991
- Il segno, Quaderni dell'Agave, n. 12, dicembre 1993
- L'ombra, Edizioni del Tridente, 2010
- Splendore ed Ombra, Virginia Verasis di Castiglione - p. 396 (romanzo biografico) prefazione di Federico Prizzi, Novantico Editrice, Pinerolo dicembre 2015
- L’orologiaio di Beverino, Collana Le Gemme, Edizioni del Tridente, 2019

### Poesia
- Il giorno greco, Sabatelli, Genova, 1971
- Graffiti, Carpena, 1976
- Zodiaco, Carpena, 1977
- L'erba sul muro, Forum Forlì, 1980
- Gli angeli, Forum, 1991
- Il templare, Edizioni del Tridente, 2007
- Cartoline in versi della Spezia, con quattro planches di Franca Ferrari, Stamperia Apua Service, Massa, 2013
- Elegie per Virginia, con quattro planches di Marisa Marino, Stamperia Apua Service, Massa 2013
- Satori (poesie zen) con il patrocinio dell’Addetto Culturale, signora Mayo Nishile, dell’Ambasciata giapponese in Roma, Tridente, giugno 2013
- Arcana. Suite poematica, con tre acqueforti di Maura Jasoni, Stamperia Apua service, Massa, 2014
- Gli angeli. Suite poematica, con quattro planches a colori di Marisa Marino, Edizione L'Aquilone, 2015
- Il segreto dei fiori, Edizione del Tridente, Massa, 2017

### Saggistica
- La Spezia - Immagini di una città I - 1856/1923, Edizioni del Tridente, 1978
- La Spezia - Immagini di una città II, Edizioni del Tridente, 1987
- Il golfo degli idrovolanti, Edizioni del Tridente, 1989
- Futuristi alla Spezia: precedenti e cronistoria dell'aerovita spezzina negli anni trenta e L'aeropoema del Golfo della Spezia, in AA.VV., Futuristi alla Spezia, Comune della Spezia - Edizioni del Tridente, 1991
- Eziologia e significati del poema Colombo di Lorenzo Costa, in Omaggio a Lorenzo Costa, Luna Editore, 1992
- La Spezia e l'Eroica. Cultura letteraria negli anni trenta, in Numero Speciale - Spezia Oggi, 1993
- La città forte. Immagini di una città III, Edizioni del Tridente, 1994
- Pirati e corsari nel Levante Ligure, Edizioni del Tridente, 1996
- Salesiani alla Spezia: 120 anni di presenza, Edizioni del Tridente, 1997
- Carlo Alfredo Mussinelli: il "Sogno" e la Vita, Edizioni del Tridente, 1998
- La contessa di Castiglione e le "Joli Golfe": splendore e decadenza. Il mistero dei documenti scomparsi, in I giorni e il mito della Contessa di Castiglione, Luna Editore, 1999
- Il carteggio Pascoli-D'Isengard, in Memorie dell'Accademia G. Capellini, vol. LXX, 2000
- L'Aerovita spezzina negli anni trenta, in Resine. Quaderni liguri di cultura, n. 87/88, aprile 2001
- Profilo dell'attività letteraria nel golfo della Spezia dal XIII secolo agli anni trenta, Costantini Editore, 2002
- Futurismo alla Spezia, Edizioni La Sprugola, 2004
- Esoterismo e letteratura, Edizioni del Tridente, Treviso, 2004
- La sfida di Marinetti e l'Aeropoema parolibero: precedenti e cronaca analitica, in Futurismi, Edizioni Fondazione della Cassa di Risparmio della Spezia, 2007
- Ala d'AeroDonna - Futuriste nel Golfo - 1932-1933, Edizioni del Tridente, Treviso, 2009
- Il Golfo delle meraviglie - dal Bagno Antico al Waterfront, Edizioni del Tridente, Treviso, 2010
- I Sofà delle Muse - Salotti, cenacoli e sodalizi culturali spezzini dal XVIII al XX secolo, Edizioni del Tridente, Treviso, 2011)
- Immanenza, trascendenza e concetto dell’assoluto nella poetica di Pierre Pascal – Pubblicato in Pierre Pascal, Mussolini alla vigilia della sua morte e l’Europa, Novantico Editore, 2014
- Il male necessario - L'Ombra junghiana, Edizioni del Tridente, Treviso, 2016
- Esoterismo, Filosofia e Letteratura in von Sebottendorff, pubblicato in Rudolf von Sebottendorff, Il Talismano dei Rosacroce, romanzo autobiografico, Novantico Editore, Pinerolo 2018
- Analogie e Parallelismi: un solo fil rouge sapienziale dalla Camelia ai Monti Sibillini, in Federico Prizzi, Ahnenerbe in Finlandia. Ricerche antropologiche di Camelia,  Novantico Editore, Pinerolo 2019
- Il tema del mare in Ettore Cozzani, Carlo Michelstaedter, Eugenio Montale, relazione al Convegno “Ettore Cozzani, Arte e Letteratura”, Milano 15 gennaio 2019, Accademia di Brera, Università Cattolica. Saggio  pubblicato a cura di Antonio Zollino, Edizioni Agorà & Co.
- Accademia Capellini, La Spezia. Convegno 20/21 settembre 2019 su tema: 1919-2019 Centenario di Ceccardo Roccatagliata Ceccardi, cui Chioma partecipa con il saggio Conflittualità e sublimazione e il rapporto con l’Ombra in Ceccardo Roccatagliata Ceccardi
- Elementi magici ed occultistici ed ascendenze letterarie ne Il Segno del Comando, pubblicato in Giordano Giannini, Nicoletta Gruppi, Buffy non deve morire, Edizioni Città del Sole, Reggio Calabria, marzo 2020

### Collaborazioni
Il Telegrafo (1953/54); La Voce Adriatica (1953); La Nazione (1954/1955); La Nazione Sera (1961/1962);  Il Secolo XIX (1984/1989); La Nazione (1989/1995).
Dal 1991 al 1995 ha collaborato alla Terza Pagina del “Roma”.
“L’Italiano”, dal 1973 al 1989, anno di cessazione della rivista. In essa è stata titolare di una rubrica di scritti di critica d’arte e/o letteraria con regolare uscita in ogni numero (mensile).. “Arthos” rivista trimestrale e poi semestrale di Studio Tradizionali dal 1972 (nr. 1) alla chiusura (nr. 34 del Novembre 1990).. “GRAAL”; “D’ARS”; “Il Francescano”; “L’Agave”; “La Spezia Oggi”; “La Spezia - Rivista del Comune” - “Forum” - “Liguria” - “Artestampo” - “Ponente d’Italia”.

### Curatela
- Filippo Tommaso Marinetti, Simultaneità spezzine, Edizioni del Tridente, 1995

### Traduzioni
- André Barbault, La crisi mondiale dal 1975 all'anno 2000, con scritto liminare di Pierre Pascal, Edizioni del Tridente, 1978
- René Quinton, Massime sulla guerra, prefazione di Pierre Pascal, Edizioni del Tridente, 1984

## Primi premi
- Premio Casa Hirta, 1973;
- Premio Italia Bella, Napoli 1973;
- Premio S. Valentino, 1975;
- Premio Mede-Ecologia, 1976;
- Premio Sybaris Magna Graecia, 1976;
- Premio Cima-Ariccia, 1976;
- Premio Bognanco Terme (saggistica), 1977;
- Premio LericiPea, 1977;[2]
- Premio Castel Durante, Urbania, 1978;
- Premio Romagna, 1980;
- Premio Vittorio G. Rossi, Genti e Paesi, 1980;
- Premio Lunigiana, 1989;
- Premio Todi, 1990;
- Premio acquisto Lunigiana, 1992;

## Premi speciali, menzioni d'onore, medaglie
Finalista con segnalazione speciale al Premio Viareggio – Opere Prime 1961; Pea-Alpi Apuane 1963; "Sulmona" 1966; "Orvieto" 1975; "Città di Mortara" Sez. Ecologia; 1975; "Cassino" 1976; "Città di Marineo" 1976; "Ravenna" 1976; "Michele Cima" 1977; "Città di Pompei" 1978; Coppa Lerici Pea 1975; Coppa Lerici Pea 1976; Finalista al Premio "Il Ceppo" 1980; Premio "Lucanto-Lorica" 1980; Gallicanum 1980 - Libere Proiezioni; "Mario Rapisardi" 1980; Teleradio Mortara 1981; Premio Lunigiana 1993.

## Riconoscimenti per l'attività
- Premio della Presidenza del Consiglio dei ministri 1977;
- Premio "Athena" Donne di Liguria (1992)[3]
- Premio regionale ligure (2001)[4]
- Con decreto del Presidente della Repubblica le è stato assegnato, con delibera del Consiglio dei Ministri del 28 ottobre 2005, il vitalizio straordinario Legge Bacchelli per i meriti letterari.
- Premio Sigillo di Dante (2013)[5]
- Nel 2016 è stata nominata Accademica della Classe di Scienze dell’Accademia Lunigianese di Scienze Giovanni Capellini.
- Nel 2019 le è conferita la Benemerenza civica per la sua attività dal Comune della Spezia, con la seguente motivazione: «Scrittrice di grande risalto della nostra città, ha portato la conoscenza della Spezia in tutta Italia con le sue pubblicazioni e libri su tantissimi argomenti (storia, narrativa, poesia, psicologia e saggistica varia). Persona di alto profilo, Accademica della Capellini. Le è stato inoltre conferito il vitalizio straordinario della legge Bacchelli per meriti letterari».

È presente in numerose antologie, fra cui:
- Poeti italiani d'ispirazione cristiana del Novecento, a cura di Marcella Uffreduzzi, Sabatelli, Genova, 1979;
- Stefano Verdino, La poesia in Liguria, Forum, 1986;
- Elio Andriuoli, Venticinque poeti: ricerche sulla poesia del Novecento in Liguria, Genova, 1987;
- Francesco De Nicola, L'Ulivo e la parola, Genova, 1990;
- Volti di un territorio, a cura di S. Gamberini "La letteratura ligure", Edizioni Laterza, 1992;
- Egidio Banti, Poesia e cultura alla Spezia nella seconda metà del Novecento, in "La Spezia letteraria", Cosentino Editore, 2002;
- Egidio Banti, Lineamenti della cultura spezzino-lunigianese nella seconda metà del Novecento, in "Storia della Letteratura spezzina e lunigianese", Edizioni Cinque Terre, 2007;
- Dizionario degli scrittori liguri (1861-2007), a cura di Federica Pastorino e Marilena Venturini, De Ferrari, Genova, 2007.